# Macrobunus caffer
Macrobunus caffer är en spindelart som först beskrevs av Simon 1898.  Macrobunus caffer ingår i släktet Macrobunus och familjen mörkerspindlar. Inga underarter finns listade i Catalogue of Life.